# Gordon Holmes MacMillan
Gordon Holmes MacMillan (ur. 7 stycznia 1897, zm. 21 stycznia 1986) – brytyjski wojskowy, generał broni, zaqsłużony podczas walk I wojny światowej i II wojny światowej. Był dziedzicznym przywódcą szkockiego klanu MacMillan.

## Młodość
Urodził się w arystokratycznej rodzinie w Szkocji. Odebrał bardzo dobre wykształcenie.

## Kariera wojskowa
Służbę wojskową rozpoczął w 1915 roku w Królewskim Pułku Szkocji i podczas I wojny światowej otrzymał kilka odznaczeń za odwagę. W okresie międzywojennym, w 1929 roku ożenił się z Marian Blackiston-Houston, z którą miał czterech synów i jedną córkę.
Podczas II wojny światowej w 1941 roku został dowódcą 199 Brygady Piechoty. Jeszcze w tym samym roku otrzymał przeniesienie do Sztabu Generalnego na froncie w Afryce Północnej. W 1943 roku objął dowództwo 12 Brygady Piechoty, a pod koniec tego samego roku objął 152 Brygadę Piechoty. Po otrzymaniu awansu na generała objął 15 Dywizję Piechoty (Szkocka), w 1944 roku objął 49 Dywizję Piechoty, a w 1945 roku objął 51 Górską Dywizję Piechoty.
Po wojnie został mianowany dyrektorem broni i rozwoju w Sztabie Generalnym w Londynie. W 1947 roku otrzymał przeniesienie do Mandatu Palestyny, gdzie pełnił obowiązki ostatniego dowódcy brytyjskich sił mandatowych w Palestynie. W 1949 roku powrócił do Wielkiej Brytanii i objął Dowództwo Szkocji. W 1952 roku został gubernatorem i dowódcą Gibraltaru. W 1955 roku odszedł na emeryturę.

## Po odejściu z armii
Zmarł 21 stycznia 1986 roku w Wielkiej Brytanii.

## Odznaczenia
- Order Łaźni
- Królewski Order Wiktorii
- Order Imperium Brytyjskiego
- Distinguished Service Order
- Military Cross